# فلیکس لکلر
فِلیکس لکلر (به فرانسوی: Félix Leclerc) (زادهٔ ۲ اوت ۱۹۱۴ - درگذشتهٔ ۸ اوت ۱۹۸۸) نویسنده، شاعر، بازیگر و خوانندهٔ فرانسوی-کانادایی بود. او همچنین یک فعال سیاسی در استان کبک کانادا بود و در زمینهٔ آزادی‌های مدنی فعالیت می‌کرد.
فِلیکس در شهر لاتوک در استان کبک کانادا چشم به جهان گشود. وی فرزند ششم در میان یازده بچه در خانواده‌اش بود. او تحصیلات خود را در دانشگاه اتاوا آغاز کرد ولی به‌موجب رکود بزرگ مجبور به ترک تحصیل شد. او قبل از اشتغال در «رادیو کِبِک» بین سال‌های ۱۹۳۴ و ۱۹۳۷ به مشاغل متفاوتی پرداخت. وی در تروا ریویر، در سال ۱۹۳۷ نمایشنامه‌هایی داستانی برای رادیو کانادا (سی‌بی‌سی)، مانند اثر به یاد دارم نوشت. آنجا بود که او اولین ترانه‌های خود را خواند. او همچنین در تعدادی نمایشنامه ایفای نقش کرد. یک مرد و معصیتش (به فرانسوی: Un Homme et son péché))، نمونه‌ای از این فیلمنامه‌ها بود. او بعدها تعدادی از نمایشنامه‌هایش را چاپ کرد و همچنین شرکتی را برای اجرای آثارش در کِبِک تأسیس نمود.